# Arno Böhm
Arno Böhm (* 4. Dezember 1913 in Frankfurt am Main; † 7. Juli 1962 ebenda) war ein deutscher Funktionshäftling im KZ Auschwitz, der dort zu den ersten 30 Häftlingen gehörte.

## Leben
Böhm war von Beruf Zweiradhändler. Im März 1940 wurde er als krimineller Häftling in das KZ Sachsenhausen eingewiesen. Böhm wurde gemeinsam mit 29 weiteren KZ-Häftlingen, sogenannten Berufsverbrechern, am 20. Mai 1940 in Begleitung des Rapportführers Gerhard Palitzsch aus dem KZ Sachsenhausen in das Stammlager des KZ Auschwitz überstellt. Dort wurden die Häftlinge als Funktionshäftlinge eingesetzt. Böhm erhielt im Lager die Häftlingsnummer 8. Nach der Einrichtung des Theresienstädter Familienlagers im KZ Auschwitz-Birkenau war er dort ab September 1943 Lagerältester und bekleidete in diesem Lagerabschnitt somit die höchste Position in der Häftlingshierarchie. In Berichten von Auschwitzüberlebenden wird Böhm als skrupellos und brutal geschildert. So bezeichnete Hanna Hoffmann Böhm als „primitiven Sadisten“, der ihrer Kenntnis nach „wegen vielfachen Mordes ins KZ kam“ und im Lager ein „ungeheures Geltungsbedürfnis“ gehabt habe. Tadeusz Borowski charakterisierte Böhm als langjährigen Funktionshäftling, „der jeden Stubenältesten erschlug, wenn er ihn dabei erwischte, daß er Tee verkaufte, der jedes Wort, das man nach dem abendlichen Gong sagte, mit fünfundzwanzig Hieben bestrafte“.
Im März 1944 wurde er zur SS-Sondereinheit Dirlewanger  eingezogen und an die Front versetzt. Im Theresienstädter Familienlager setzte die Lager-SS nach seinem Weggang  Willy Brachmann als Lagerältesten ein, dessen Wirken in dieser Funktion von Auschwitzüberlebenden im Gegensatz zu Böhm als positiv beschrieben wurde.
Nach dem Ende des Zweiten Weltkrieges befand er sich in sowjetischer Kriegsgefangenschaft, aus der er 1950 entlassen wurde. Anschließend nahm er seinen Wohnsitz in Frankfurt am Main.